# Phương phi
Phương phi Trần thị (chữ Hán: 芳妃陳氏, 24 tháng 9, năm 1750 - 13 tháng 8, năm 1801), là một phi tần của Thanh Cao Tông Càn Long Đế.

## Tiểu sử

### Trở thành tần phi
Phương phi Trần thị vốn chỉ là dân thường, xuất thân ở Dương Châu (扬州; nay thuộc phía Nam của Bảo Ứng, Giang Tô). Cha bà là Trần Đình Luân (陳廷綸). Cũng như Thuần Huệ Hoàng quý phi và Khánh Cung Hoàng quý phi, Trần thị được một quan viên địa phương tiến cử nhập cung mới có thể trở thành tần phi, do bà không phải người Bát kỳ. Bà sinh ngày 24 tháng 9 năm Càn Long thứ 15 (1750).
Năm Càn Long thứ 31 (1766), ngày 26 tháng 11 (âm lịch), Trần thị được thụ phong làm Minh Thường tại (明常在). Trước đó không rõ phân vị của bà là gì. Sang năm thứ 40 (1775), thụ phong Quý nhân. Khoảng năm thứ 43 (1778), ngày 28 tháng 6 (âm lịch), mẹ của Minh Quý nhân bệnh mất, được thưởng bạc 200 lượng để lo chi phí an táng. Cùng năm tháng 7, một anh trai trong nhà Minh Quý nhân là Trần Tế (陳濟) không tuân thủ quản thúc tại Dương Châu, điều vào kinh sư, trong khi một anh khác là Trần Hạo (陳浩) nhậm chức ở Dương Quan, an nhàn mà sống.
Năm Càn Long thứ 44 (1779), ngày 1 tháng 2, Càn Long Đế ra chỉ dụ: ["Gian thị tẩm của Thuận phi tại Dưỡng Tâm điện nay cấp cho Đôn tần, chỗ của Đôn tần cấp cho Thuận phi. Minh Thường tại ở gian thứ trong chỗ của Thuận phi. Chỗ ở của Dung phi tại Viên Minh viên cấp cho Đôn tần, chỗ của Đôn tần chuyển cho Dung phi. Thuận phi đem Minh Thường tại trụ tại Vĩnh Thọ cung"; 養心殿順妃住處給惇嬪，惇嬪住處給順妃。明常在住順妃次間。圓明園容妃住處給惇嬪住，惇嬪住處給容妃。順妃帶明常在住永壽宮].
Năm Càn Long thứ 59 (1794), ngày 20 tháng 11 (âm lịch), ghi chép "Phương tần Trần thị" được chuyển đến Vĩnh Hòa cung. Ngày 22 tháng 12 (âm lịch) cùng năm, mệnh Lễ bộ Thượng thư Kỷ Vân (纪昀) làm Chính sứ, Hữu Thị lang Lưu Dược Vân (刘跃云) làm Phó sứ, tiến hành lễ sách phong cho Phương tần. Trước mắt không có tài liệu chỉ dụ sách phong Tần, nhưng ngày 12 tháng 10 (âm lịch) năm ấy, đã có ghi lại Nội các dâng các chữ [Mậu; 茂], [Dực; 翊] và [Phương; 芳] để Càn Long Đế chọn làm phong hiệu cho Minh Quý nhân, ắt hẳn chỉ dụ tấn phong làm Tần có lẽ trước đó mấy ngày.

### Thái thượng hoàng Phi
Năm Gia Khánh thứ 3 (1798), ngày 15 tháng 4 (âm lịch), chiếu thăng làm Phi. Lúc này Càn Long Đế đã trở thành Thái thượng hoàng, Phương phi Trần thị được xưng gọi tôn xưng khác để tránh nhầm lẫn, là Thái thượng hoàng Phương phi (太上皇芳妃). Tháng 10 cùng năm, mệnh Đại học sĩ Lưu Dung làm Chính sứ, Lễ bộ Thượng thư Kỷ Vân làm Phó sứ, tiến hành lễ tấn phong cho Phương phi.
Sách văn viết:
| “                                  | 朕惟内官选德。先绥履福之常。中壸服勤。尤念承恩之久。功既襄于褕釆。宠宜被以纶音。咨尔芳嫔陈氏、秉质柔嘉。持躬温淑。早传婉娩。椒庭之礼教维娴。计厥岁年。兰殿之职司无斁。兹晋封尔为芳妃。锡之册印。尔其式膺茂典。副优渥之殊荣。弥表懿徽。昭敬恭于勿替。钦哉。 . Trẫm duy nội quan tuyển đức. Tiên tuy lí phúc chi thường. Trung khổn phục cần. Vưu niệm thừa ân chi cửu. Công kí tương vu du biện. Sủng nghi bị dĩ luân âm. Tư nhĩ Phương tần Trần thị, bỉnh chất nhu gia. Trì cung ôn thục. Tảo truyện uyển vãn. Tiêu đình chi lễ giáo duy nhàn. Kế quyết tuế niên. Lan điện chi chức tư vô dịch. Tư tấn phong nhĩ vi Phương phi. Tích chi sách ấn. Nhĩ kỳ thức ưng mậu điển. Phó ưu ác chi thù vinh. Di biểu ý huy. Chiêu kính cung vu vật thế. Khâm tai. | ” |
| — Sách văn của Phương phi Trần thị | |   |

Năm thứ 6 (1801), ngày 13 tháng 8 (âm lịch), Phương phi Trần thị qua đời, thọ 52 tuổi. Ngày 27 tháng 11 (âm lịch) cùng năm, kim quan của Phương phi Trần thị được táng vào Phi viên tẩm của Dụ lăng.